# Haus Eyl
Haus Eyl is een historische waterburcht, een kilometer ten westen van Huisberden, gemeente Bedburg-Hau in Kreis Kleef in Duitsland. Van het voormalige kasteel nabij de Kellener Altrhein zijn nog slechts de dubbele gracht en enkele muren van een voorburcht bewaard gebleven. 
Huis Eyl werd in 1341 voor het eerst genoemd. Het kasteel lag op een terp in de riviervlakte van de linker Rijnoever en was omgeven door een dubbele slotgracht. Deze is nog gedeeltelijk intact. De burchtstal is nu ingericht als kruidentuin.
Het woonhuis dat in de 20e eeuw op deze oude plek naast de vervallen voorburcht werd gebouwd is privébezit, de tuinen zijn alleen te bezichtigen tijdens open tuindagen. 

## Afbeeldingen

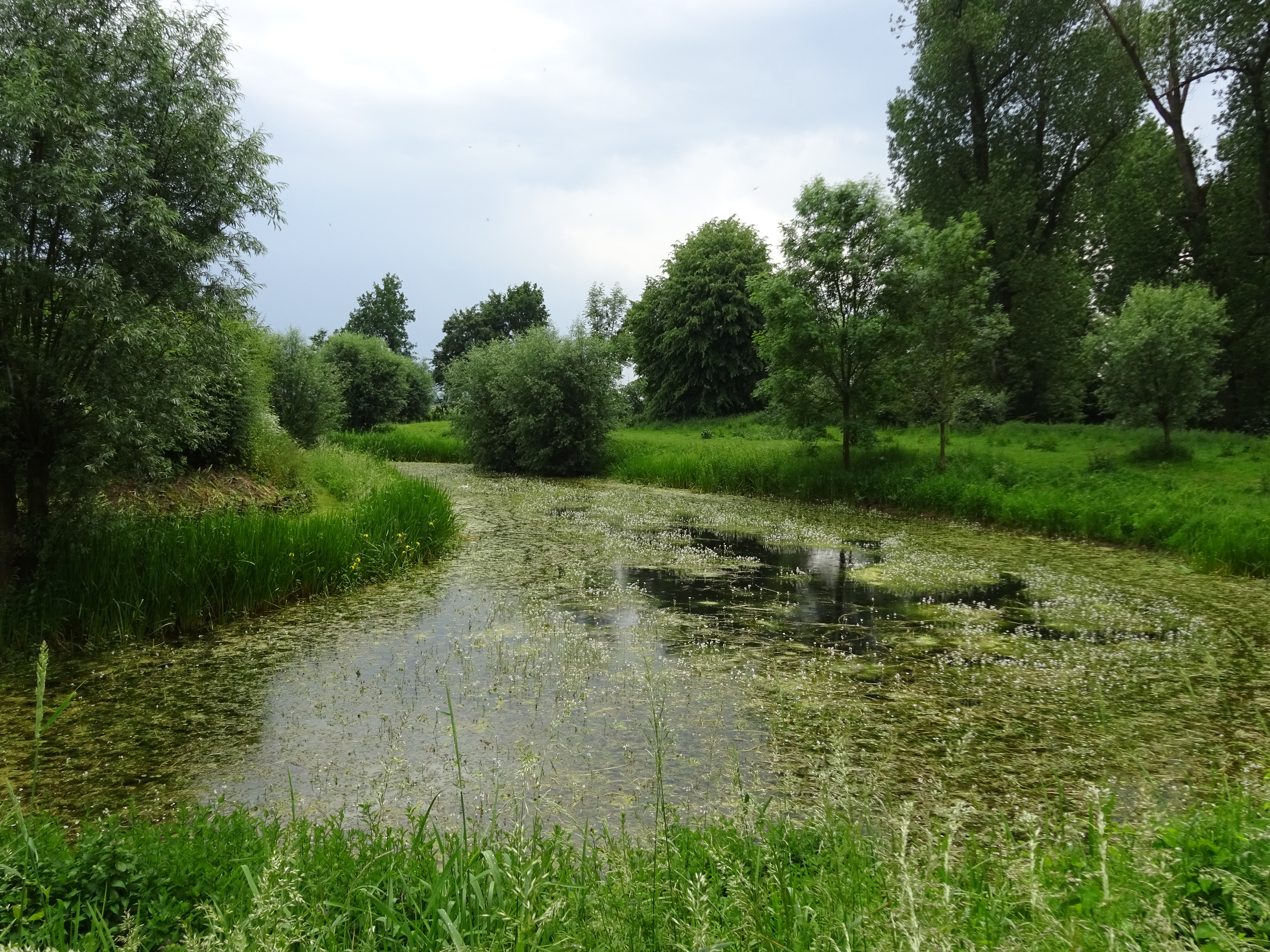
Slotgracht
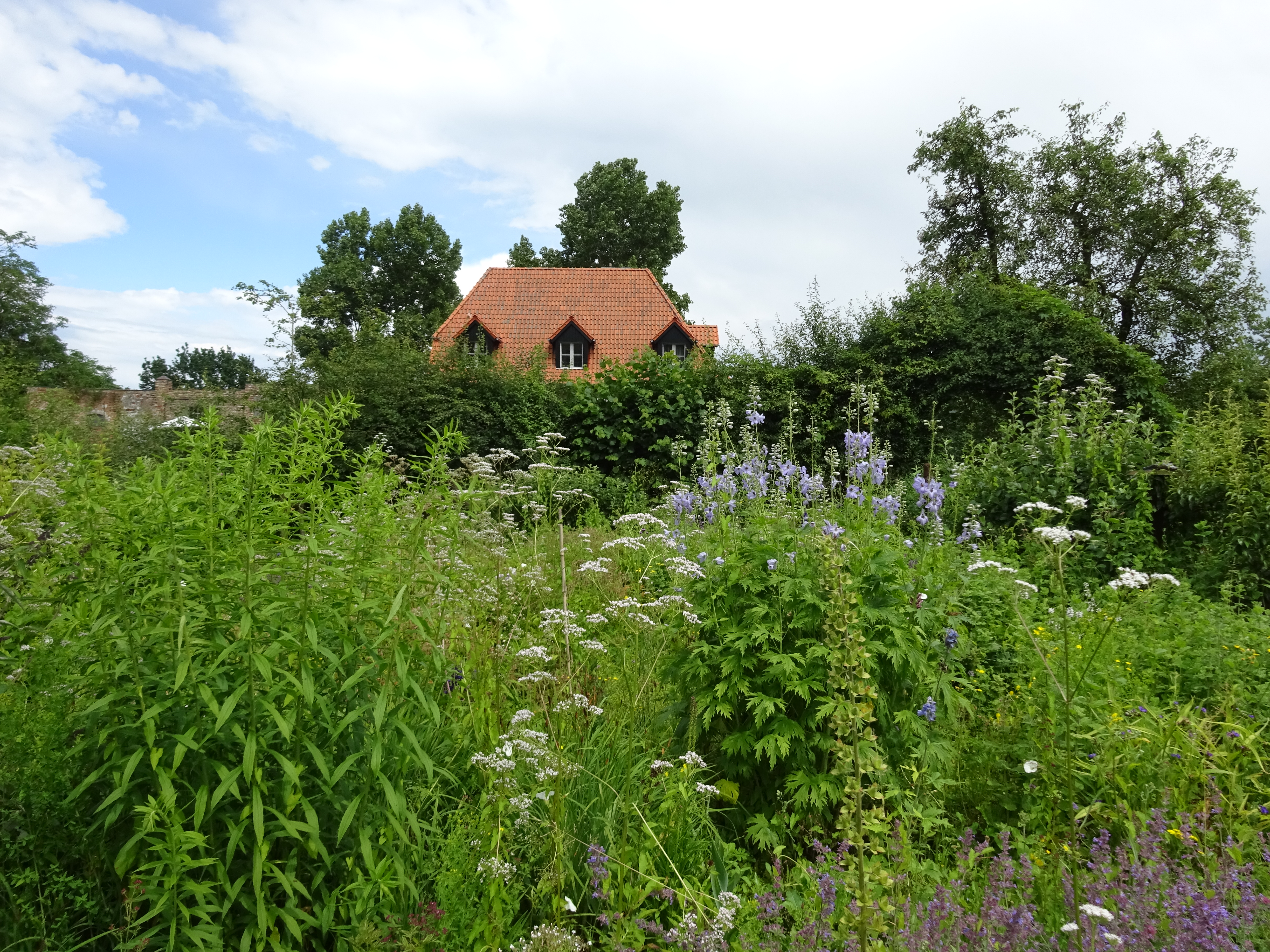
Kruidentuin